# Wolfgang Färber
Wolfgang Färber (* 18. September 1958) ist ein ehemaliger deutscher Fußballspieler. Der Torhüter bestritt für den SSV Ulm 1846 33 Meisterschaftsspiele in der 2. Bundesliga.

## Sportlicher Werdegang
Färber entstammt der Jugend der TSG Giengen, für die er in der Verbandsliga Württemberg auflief. 1982 wechselte er als Ersatztorhüter von Walter Modick in die Oberliga Baden-Württemberg zum SSV Ulm 1846. Ohne Spieleinsatz unter Trainer Paul Sauter stieg er mit der Mannschaft am Ende der Spielzeit 1982/83 in die 2. Bundesliga auf. Dort vertrat er in der Zweitliga-Spielzeit 1983/84 vereinzelt den Konkurrenten, so dass er auf insgesamt acht Zweitligaspiele kam. Im Sommer kam es zu einem Trainerwechsel, Hannes Baldauf setzte auf die Dienste Färbers. Die „Spatzen“ rutschten jedoch in den Abstiegskampf und standen alsbald am Tabellenende. Anfang Dezember übernahm Fritz Fuchs den Trainerposten und rotierte anschließend auf der Torhüterposition, der von Eintracht Frankfurt geholte Joachim Jüriens wurde neue „Nummer 1“. Dieser musste nach einem Platzverweis Mitte April bei der 0:1-Heimniederlage gegen KSV Hessen Kassel pausieren, Färber ergriff die Chance und war bis zum Saisonende auch unter wieder Stammtorwart.
Nach dem Abstieg des SSV Ulm 1846 kam es dort zu einem personellen Umbruch, Thomas Richter und Karsten Krannich waren das neue Torhüterduo. Färber schloss sich dem SpVgg Au/Iller in der Verbandsliga Württemberg an. 1986 wechselte er zum Ligakonkurrenten SC Geislingen, mit dem er unter Trainer Erich Schmeil im folgenden Sommer in die Oberliga Baden-Württemberg aufstieg. Bis 1990 spielte er für den Klub drittklassig, ehe er sich den Stuttgarter Kickers anschloss, wo er für die Reservemannschaft in der Verbandsliga Württemberg auflief. An der Seite von jungen Spielern wie Ralf Becker, Markus Lösch und Marc Arnold stieg er am Saisonende in die Oberliga auf, nachdem in den Aufstiegsspielen der FC Emmendingen zweimal geschlagen wurde. Hier war die Mannschaft nahezu chancenlos und gewann lediglich fünf der 34 Saisonspiele, so dass sie als Tabellenletzte direkt wieder abstieg. Anschließend stand er noch eine Spielzeit für den SC Geislingen in der Oberliga auf dem Platz, ehe er nach erneut 23 Drittligaspielen von Thorsten Walther verdrängt wurde und seine Karriere beendete.
Später war Färber nochmals für den SSV Ulm 1846 tätig, bei dem er unter Paul Sauter in der Oberliga-Spielzeit 2007/08 als Torwarttrainer von unter anderem Holger Betz zur Qualifikation für die Regionalliga Süd beitrug.